# Gerald Stano
Gerald Eugene Stano nato Paul Zeininger (Schenectady, 12 settembre 1951 – Florida State Prison, 23 marzo 1998) è stato un assassino seriale statunitense. Ha ucciso almeno 22 donne, fino a un massimo di 41.

## Biografia
Gerald Stano nacque come Paul Zeininger a Schenectady nello Stato di New York. La madre naturale lo trascurò a tal punto che, quando lo diede in adozione in tenera età, i medici lo dichiararono “non adottabile” perché era funzionante a quello che descrissero come "un livello animalesco"; ad esempio per sopravvivere alla denutrizione della madre, praticava la coprofagia, ossia l'ingestione di feci. La madre diede in adozione anche altri tre suoi figli; tenne con sé solo l'unica figlia femmina, che soffriva di una malattia cerebrale.
Zeininger venne adottato da un'infermiera, Norma Stano, che lo ribattezzò in Gerald Eugene Stano. Il nomignolo Eugene gli deriva dal padre adottivo, Eugene Stano. Stano, probabilmente sviluppò una forma di odio verso la madre naturale, che nel corso degli anni si trasformò in una generale misoginia.
Gli Stano erano genitori amorevoli, tuttavia alcuni problemi di disciplina afflissero loro figlio per tutta la vita. Ottenne C e D in tutte le materie a scuola (tranne per musica, in cui eccelleva); più volte ebbe problemi di apprendimento. Bagnava il letto fino a quando aveva 10 anni, un tratto in comune in molti serial killer quando sono bambini; mentiva in modo cronico e una volta venne sorpreso a rubare i soldi dal portafoglio del padre per pagare i colleghi della squadra di atletica. A volte inciampava senza motivo, cosa per cui era spesso deriso dai compagni; più volte rimase vittima di episodi di bullismo.
In generale aveva una personalità solitaria; già da piccolo mostrava segni di distacco psicologico ed emozionale. Verso la fine degli anni sessanta fu arrestato per avere suonato il campanello d'allarme della scuola; rilasciato, fu nuovamente arrestato per avere buttato dei sassi addosso alle auto da un cavalcavia. Per un breve periodo frequentò un'accademia militare; poco tempo dopo iniziò a derubare gli studenti. Nel 1969, a 18 anni, uccise per la prima volta; si trovava nel New Jersey.
Dopo essere stato bocciato alcune volte conseguì il diploma di scuola superiore nel 1972, a 21 anni; non frequentò mai il college in quanto interruppe gli studi. In questo periodo iniziò a guadagnarsi da vivere come cameriere e cuoco; poi lavorò in un ospedale, ma venne licenziato dopo che rubò dei soldi dai suoi colleghi. Successivamente tornò a vivere dalla Pennsylvania al New Jersey. Ebbe una relazione con una ragazza che rimase anche incinta; ma questa relazione fu interrotta da suo padre che, quando seppe che la figlia aspettava un bambino, si presentò da Gerald armato di fucile, minacciandoli e costringendo la figlia ad abortire.
In questo difficile periodo abusò molte volte di alcol e droga; i suoi genitori adottivi, vedendolo disperato, lo convinsero a tornare da loro a Ormond Beach, in Florida. Venne licenziato da qualunque lavoro trovasse per furto e alta frequenza di ritardi e assenze. Lì si sposò nel giugno 1975, all'età di 24 anni; ma divorziò dopo 6 mesi per violenza sessuale. Stano, prima di sposarsi, ebbe molte relazioni con delle ragazze e molte altre lo rifiutarono sempre; questo fatto aumentò il suo risentimento verso di loro; arrivò a chiamarle “bitches” (“cagne”). Da questo momento in poi continuò a compiere omicidi.

## Omicidi
Gli omicidi di Stano partirono dal 1969 circa e finirono nel febbraio 1980, poco prima di essere arrestato. Le vittime erano tutte giovani donne autostoppiste o prostitute adescate di notte, per non dare nell'occhio; il 90% di esse indossava abiti blu. Per uccidere usava coltelli e armi da fuoco; altre volte le strangolava. Non commise mai stupri. La vittima più giovane aveva 12 anni, quella più vecchia 38.
Le zone colpite erano Daytona Beach, nel New Jersey (il primo omicidio), la Pennsylvania (6 omicidi) e la Florida (apparentemente 33). In quel periodo le autorità registrarono diverse sparizioni di giovani donne, quasi tutte attribuibili a Stano. Le sue vittime identificate sono:
- Ann Arceneaux – 17 anni
- Janine Marie Ligotino – 19 anni
- Barbara Bauer – 17 anni
- Nancy Heard – 24 anni
- Diana Lynn Valleck – 18 anni
- Cathy Lee Scharf – 17 anni
- Susan Basile – 12 anni
- Susan Bickrest – 24 anni
- Bonnie Hughes – 34 anni
- Linda Ann Hamilton – 16 anni
- Molly Newell – 20 anni
- Joan Gail Foster – 18 anni
- Emily Branch – 21 anni
- Ramona Neal – 18 anni
- Phoebe Winston – 23 anni
- Mary Kathleen Muldoon – 23 anni
- Sandra Dubose – 34 anni
- Dorothy Williams – 17 anni
- Christine Goodson – 17 anni
- Mary Carol Maher – 20 anni
- Toni Van Haddocks – 26 anni
- Emily Grieve – 38 anni, la sua ultima vittima

I corpi di Susan Basile e Joan Gail Foster non vennero mai trovati. Molte altre vittime non vennero mai identificate.

## Arresto
Stano fu arrestato il 1º aprile del 1980, all'età di 29 anni. Aveva aggredito a coltellate una prostituta tossicodipendente, Donna Hensley; questa sopravvisse, scappò dall'hotel dove si trovava e avvisò la polizia, che si mise sulle tracce del killer basandosi su una sua fotografia. All'arresto era fortemente sospettato di 3 omicidi, ma il bodycount gli fu alzato a 41 dopo le sue confessioni. 22 delle sue vittime furono trovate e identificate; molti altri crimini sono tuttora insoluti.
La polizia ha sempre pensato che Stano avesse confessato più assassinii di quanti ne avesse commessi per attirare l'attenzione e migliorare le condizioni di vita nel carcere; la sua deposizione potrebbe essere in parte falsa. Nel 1983, a conclusione del processo, gli furono accreditati 9 dei 22/41 omicidi; la corte lo condannò a 8 ergastoli e una pena di morte per l'omicidio di Cathy Lee Scharf. Fu compagno di cella di Ted Bundy.

## La fine
Stano fu imprigionato nel braccio della morte della Florida State Prison il 15 gennaio 1984; vi rimase per circa cinque anni in compagnia di Bundy.
Nel 1993 uscì un libro biografico sul killer: Blind Fury, di Ann Flowers. Alla stesura partecipò il sergente Paul B. Crow, che anni prima lo aveva fatto confessare. Nonostante i suoi continui appelli, Stano fu giustiziato sulla sedia elettrica in Florida il 23 marzo 1998, alle sette del mattino; aveva 46 anni e mezzo. Prima di morire lasciò una dichiarazione scritta agli avvocati nella quale dichiarò di essere innocente. Il fratello di una delle vittime assistette all'esecuzione.
La data d'esecuzione era stata prevista per il 20 aprile 1997, ma fu ritardata per un malfunzionamento della sedia elettrica durante l'esecuzione di Pedro Medina, causato dalla spugnetta non ben fissata sotto il casco; l'acqua non aveva svolto correttamente il compito di conduttore di corrente e la morte era stata lenta e dolorosa. La Florida decise comunque di continuare ad usare la sedia elettrica nelle esecuzioni.

## Controversie
Uno dei tanti punti interrogativi che riguardano Gerald Stano è se avesse effettivamente ucciso Cathy Lee Scharf, omicidio per cui fu anche condannato a morte. Nel 2007 è stata fatta una prova del DNA che lo escluderebbe in parte. Il sergente Paul Crow, che fece confessare il killer, venne accusato dal detective James Gadberry di “averlo aiutato e spinto a confessare omicidi che non avrebbe mai commesso”. Crow, dopo essere stato processato per corruzione di testimonianza, venne rimosso dall'incarico. Quindi Stano avrebbe commesso meno di 41 omicidi.